# Mikicin
Mikicin is een plaats in het Poolse district  Moniecki, woiwodschap Podlachië. De plaats maakt deel uit van de gemeente Jaświły en telt 610 inwoners.